# Избегавајући поремећај личности
Избегавајући поремећај личности (F60.6), понекад и анксиозни поремећај личности, је поремећај личности који карактеришу осећања тензије, несигурности и инфериорности. Особе са избегавајућим поремећајем личности осећају потребу да се допадају другима, да буду прихваћене од стране других људи, заједно са претераном осетљивошћу на стварно или замишљено одбацивање или изругивање. Како би избегли одбацивање, критику или поругу, избегавају свакодневне ситуације приликом којих могу доћи у интеракцију са другима, преувеличавајући потенцијалне ризике и опасности у којима би се могли наћи.
Поремећај може спречити особе да нормално функционишу професионално и друштвено, избегавајући школу, посао и друштвена окупљања. Често су изоловане и не добијају подршку која им је неопходна. У друштву, особе са избегавајућим поремећајем личности могу избегавати да скрећу пажњу на себе или искажу своје мишљење, страхујући да ће рећи нешто погрешно, поцрвенети, замуцкивати или се обрукати на неки други начин. Непрестано надгледају изразе, покрете и речи окружења како би закључили да ли се понашају како треба и какав утисак остављају на друге. Њихов анксиозни приступ и страх заиста могу изазвати подсмех или негативну процену, потврђујући њихове страхове. Други их најчешће процењују као стидљиве, усамљене и изоловане.
Особе са избегавајућим поремећајем личности свесне су свог проблема, и он им ствара изузетну нелагоду и тешкоће.
Преваленца поремећаја у општој популацији креће се од 1,5 до 2,5%, иако у зависности од оштрине критеријума овај проценат може бити знатно виши (од 6,6 до 9,3%).

## Дијагноза
По Дијагностичком и статистичком приручнику за менталне поремећаје, избегавајући поремећај личности односи се на первазивност инхибиције у односу са људима, осећања неадекватности и неприлагођености и велику осетљивост на негативну процену. Како би се дијагноза избегавајућег поремећаја личности утврдила, особа мора да испуњава бар четири од следећих критеријума:
1. Избегавање активности у којима је могућ значајан интерперсонални контакт из страха од критике, одбацивања или негативне процене
2. Неспремност за улазак у интерперсоналне односе осим ако су сигурни да се допадају другој особи
3. Повученост, уздржаност и инхибиција у интимним односима из страха да ће бити исмевани или изложене порузи
4. Преокупираност идејама да ће бити критиковани или одбачени у друштвеним ситуацијама
5. Инхибиција у новим међуљудским односима из осећања неприлагођености и неадекватности
6. Самопроцена као друштвено неприлагођених, непривлачних и инфериорних другима
7. Неуобичајена неспремност на ризиковање или започињање нових активности због могућности да се обрукају

## Коморбидитети и компликације
Уз избегавајући поремећај личности често се јављају и:
- Анксиозни поремећаји (нарочито панични поремећај и агорафобија – од 10 до 50% особа са тим поремећајима има избегавајући поремећај личности)
- Депресија
- Опсесивно компулсивни поремећај
- Посттрауматски стресни поремећај
- Поремећаји у исхрани (нарочито анорексија нервоза или поремећај преједања)
- Болести зависности (нарочито од алкохола, бензодиазепина и хероина)[6]

Особе са избегавајућим поремећајем склоне су самоповређујућем понашању, самоубилачким идејама и, у појединим случајевима, покушајима самоубиства. Код особе са избегавајућим поремећајем личности са коморбидитетом посттрауматског стресног поремећаја забележена је највећа инциденца самоповређујућих понашања, виша него код особа са граничним поремећајем личности.

## Диференцијална дијагноза
Избегавајући поремећај личности треба разликовати од шизоидног поремећаја личности. Иако су оба поремећаја карактерисана избегавањем друштвених ситуација, особе са шизоидним поремећајем не осећају потребу да припадају и није им важно да се другима допадну, што јесте случај код избегавајућег поремећаја – оне страхују да неће бити прихваћене, да ће бити процењене као лоше или инфериорне, и зато избегавају друштвене ситуације.
И избегавајући и зависни поремећај личности карактерисани су ниским самопоуздањем и недостатком асертивности, али особе са поремећајима имају потпуно другачији приступ међуљудским односима. Додатно, иако је страх од одбацивања заједнички, код избегавајућег поремећаја личности тај страх потиче из уверења да друге одбијају њихове дубоко укорењене мане или недостаци, док код зависног потиче из помисли да ће бити остављени да се сами брину о себи.

## Узроци
Нема прецизних закључака о узроку избегавајућег поремећаја, али налази говоре у прилог теоријама да се он јавља као резултат сложаја фактора – биолошких, психолошких и социјалних.
Генетски фактори имају утицаја на развој поремећаја – херитабилност се креће до 0,64, и постоји вероватноћа да родитељи пренесу поремећај на децу. Социјално, интеракције са окружењем, са родитељима и вршњацима, може утицати на развој поремећаја. У односима са родитељима и старатељима, особе са избегавајућим поремећајем извештавају о мање охрабрујућим и топлим емоционалним односима него просечна особа, те о пребацивању и одбацивању, понекад и запостављању. Родитељи и старатељи и сами чешће немају довољно добро развијене социјалне вештине, те се исти недостаци учењем преносе на децу. Психолошки, темперамент детета и стратегије превладавања околности одрастања су фактори развоја поремећаја. Ако је родитељ недоступан, стално надгледање околине и реакција околине може се показати адаптивно током одрастања, а касније се уопштити на друштвене ситуације. Очекивање негативних интеракција са старатељем или вршњацима може водити одабиру избегавања као стратегије превладавања. Ригидност, инхибиција у понашању и преосетљивост су такође фактори ризика.

## Лечење
Како су особе са избегавајућим поремећајем свесне поремећаја и желе да побољшају своје стање, могу бити веома мотивисане да прате савете лекара и терапеута.
Психотерапија је најчешћи приступ лечењу избегавајућег поремећаја личности. Когнитивно-бихевиорална терапија се показала као погодном, јер се суочава са неадаптивним мислима оболелог, ради се на промени нереалистичних уверења и очекивања која изазивају страх, а тежи се превладавању препрека и инхибиција присутних у понашању.
Психофармаци се употребљавају када је избегавајући поремећај личности коморбидитет другог поремећаја – депресије (када се користе антидепресиви и стабилизатори расположења) или анксиозности (анксиолитици и стабилизатори расположења). Употреба лекова и терапије заједно показала се као најефикаснија, уз подршку и подстицање од стране чланова породице и окружења.